# Synagoge (Siena)

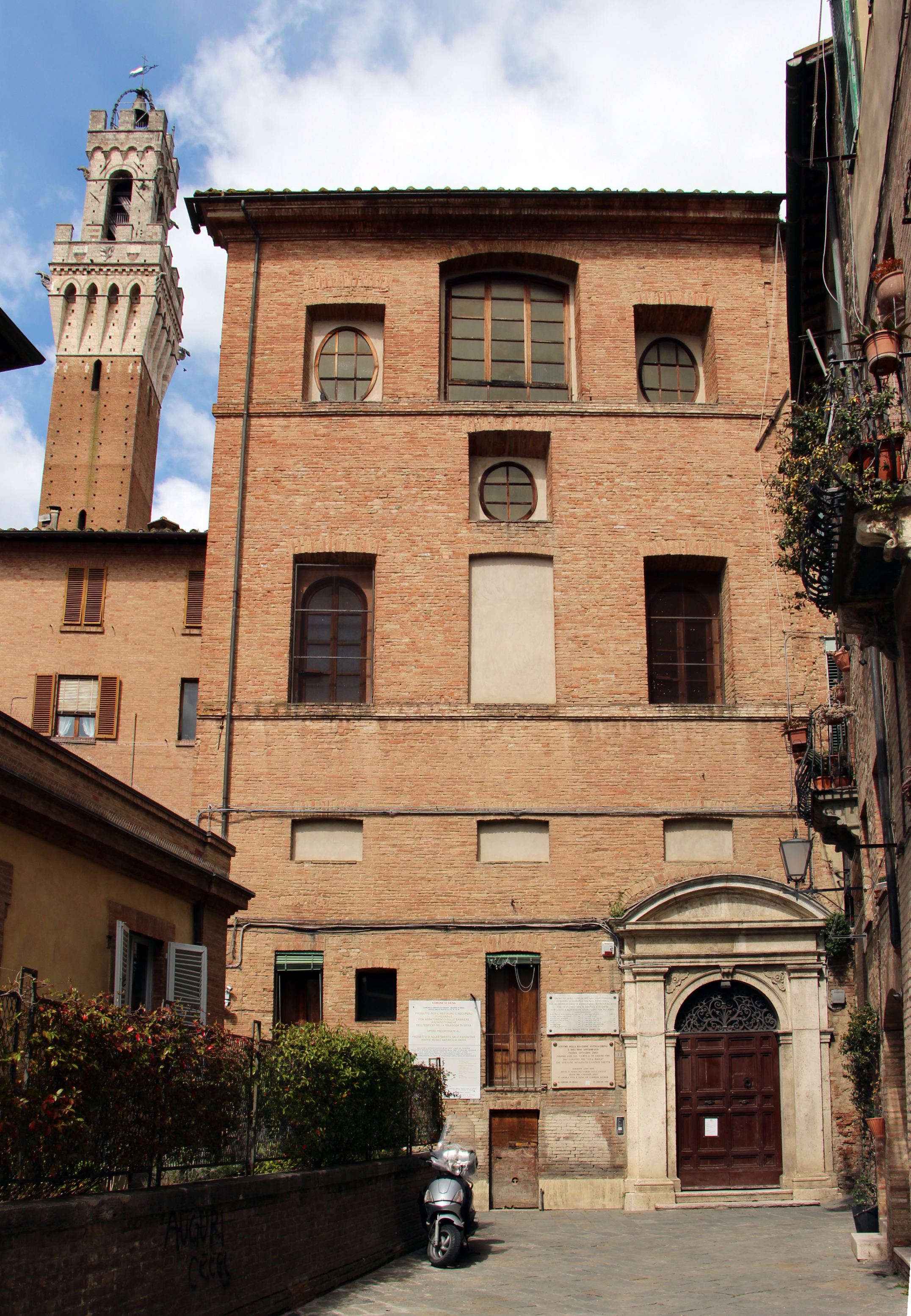
Synagoge in Siena

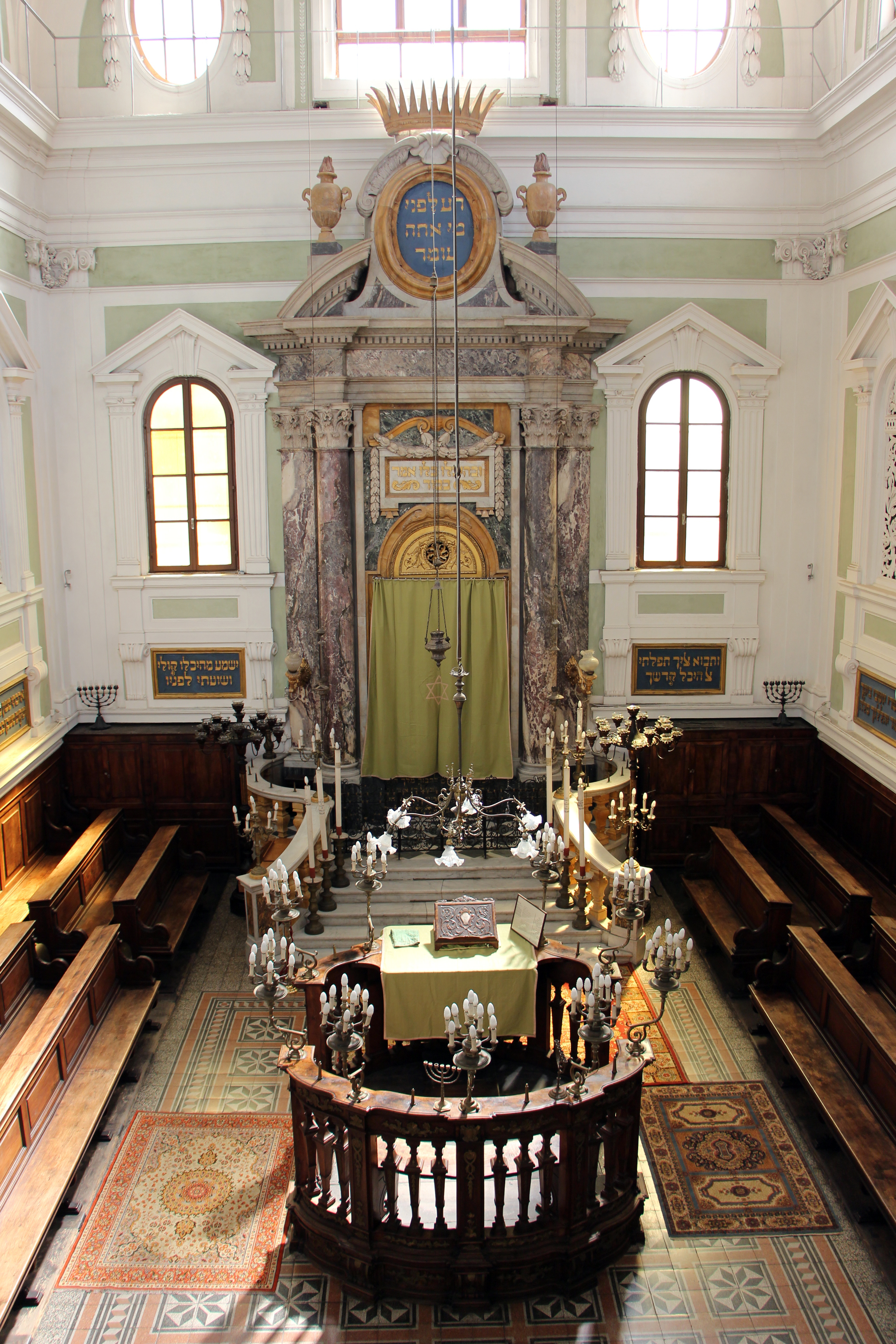
Innenansicht mit Bima und Toraschrein

Die Synagoge in Siena, der Hauptstadt der italienischen Provinz Siena in der Region Toskana, wurde 1786 errichtet. Die Synagoge steht am Vicolo delle Scotte 14, in der Nähe der Piazza del Campo.
Der klassizistische Bau wurde nach Plänen des Architekten Giuseppe del Rosso erbaut.